# 鱟母嶼
鱟母嶼是一座曾位於台灣基隆港內的岩礁，和鱟公嶼被認為是一對夫妻，一同矗立在基隆港內，在基隆八景內有「鱟嶼凝煙」之稱。此兩岩礁於1906年時因基隆港築港工程而遭到剷除，使得「鱟嶼凝煙」成為絕景。 以前基隆最早的地名叫鱟穴仔甫，基隆港以前叫鱟江。鱟母嶼位於今義一路一帶。